# Louis de Lorgeril
Louis François Marie de Lorgeril, né le 22 janvier 1778 à Pleugueneuc (Ille-et-Vilaine) et mort le 13 avril 1843 à Orléans (Loiret), est un ingénieur agronome et un homme politique français.

## Biographie
Issu de la famille de Lorgeril originaire de Bretagne, il est le fils de Jean Thomas Baptiste de Lorgeril (1709-1779), capitaine des vaisseaux du roi, chevalier de Saint-Louis, et de son épouse en second noces Louise Gabrielle de Kermarec de Traurout (1750-1786)
Louis de Lorgeril dut interrompre ses études en 1791 et émigrer en Angleterre. Malgré les risques encourus, il rentre en France en 1793 afin de préserver son patrimoine. Il est mis résidence surveillée à Rennes, sans toutefois être inquiété. Il épouse le 12 février 1806 Julie Marie Anne Pérrine de la Forest d'Armaillé (1790-1862) qui lui donna  :
- Julie de Lorgeril (1806-1886) ;
- Pauline de Lorgeril (1808-1887) ;
- Léon de Lorgeril (1809-1892) ;
- Charles-Marie de Lorgeril (1812-1886), officier de marine[3] ;
- Louise de Lorgeril (1816-1856) ;
- Agathe Marie Mathilde de Lorgeril (1817-1850) ;
- Paul Marie de Lorgeril (1830-1904), vicomte de Lorgeril.

Louis de Lorgeril voyage ensuite en Suisse et en Italie, de retour en 1807, il projette de transformer son manoir de la Motte Beaumanoir en villa de style néo-palladien, projet qui ne verra jamais le jour.
Maire de Plesder de 1808 à 1821, il crée en 1815 le premier comice agricole, dont le succès gagnera toute la Bretagne.
Maire de Rennes de 1821 à 1830, il est élu député d'Ille-et-Vilaine en 1828. En septembre 1821, il fait face avec énergie à la misère due au chômage. Malgré les ressources modestes de la ville, il ouvre des rues, remplace les pavés de grès par du granit, agrandit le parc du Thabor, améliore l'éclairage public, construit l'escalier de la Motte, la fontaine du Champ-Jacquet et la chapelle de l'entrée du cimetière du nord. On lui doit aussi les halles au blé et aux toiles, la maison centrale de détention, la poursuite des travaux de la cathédrale Saint-Pierre et de nombreux travaux dans les hôpitaux. Soucieux du bien-être des ouvriers, il obtient la création d'une caisse d'épargne en janvier 1830.
Maire de Rennes, il assiste au sacre du roi Charles X en 1825 à Reims. Elu député d'Ille-et-Vilaine le 21 février 1828, il refuse de prêter serment à Louis-Philippe et démissionne de la députation et de la mairie le 16 mai 1830. Après avoir quitté la mairie de Rennes, il se consacre pleinement à l'agriculture et organise de nombreux comices dans la région de Saint-Malo. À Tinténiac, où il possède une exploitation agricole, il tente de développer des innovations agronomiques : utilisation d'engrais d'origine marine (varech, maërl), organisation de la culture de la pomme de terre et des fourrages artificiels en Bretagne, production de bois pour la marine, amélioration génétique du bétail (bovins et ovins), diversification des fourrages, adaptation des procédés de fabrication du cidre. Il est également connu pour avoir vulgarisé l'usage des machines agricoles, mis au point la fertilisation des sols, perfectionné l'ensemencement des blés et inventé un semoir qui porte son nom.
Il meurt à Orléans le 13 avril 1842.

## Publications
- Mémoires sur les défrichements en Bretagne, 1819.

## Distinctions
- officier de la Légion d'honneur.
- Décoration du Lys.

## Hommages
- Une rue de Rennes perpétue son souvenir.
- Une colonne porte son nom le long de la D137 près du manoir de la Motte Beaumanoir à Pleugueneuc, avec la dédicace : « À Louis de Lorgeril fondateur des comices agricoles (1817). Le congrès et les associations agricoles de Bretagne (1852) ».

## Iconographie
- Anonyme, Portait de Louis François Marie de Lorgeril enfant, entre sa mère, et le frère de celle-ci, assis à table devant une tasse de chocolat, Rennes, Écomusée de la Bintinais[8].